# 山名義範
山名 義範/新田義範（やまな よしのり/にったよしのり）は、平安時代末期から鎌倉時代初期にかけての武将・御家人。山名氏の祖。

## 略歴
新田義重の庶子として誕生。上野国碓氷郡八幡荘の山名郷を与えられ、山名氏を称した。
承安5年/安元元年（1175年）から安元3年/治承元年（1177年）頃には豊前国の宇佐八幡宮を勧請し、山名八幡宮を建立している。他の兄弟と比較されて義範のみ新田荘内の所領を分与されず、また、極端に少ない所領しか相続しなかったことから、新田氏の庶流の中でもかなり冷遇されていたと見られる。
父・義重は治承4年（1180年）8月に挙兵した源頼朝の命になかなか従おうとしなかったために、頼朝から不興を買って鎌倉幕府成立後に冷遇されたが、逆に義範はすぐさま頼朝の下に馳せ参じたため「父に似ず殊勝」と褒められ、源氏門葉として優遇された。治承8年（1184年）2月の源義経率いる平氏追討軍に参加。文治元年（1185年）8月には伊豆守に任じられる。文治5年（1189年）7月の奥州合戦に従軍。建久元年（1190年）、頼朝の上洛に供奉。建久6年（1195年）の2度目の上洛では東大寺供養の際に頼朝に近侍し、その嫡子・頼家の参内にも従っている。
いち早く頼朝のもとに参陣したのは、早くから足利氏との縁があったためであると伝わる。